# Platysilurus olallae
Platysilurus olallae är en fiskart som först beskrevs av Orcés V., 1977.  Platysilurus olallae ingår i släktet Platysilurus och familjen Pimelodidae. Inga underarter finns listade i Catalogue of Life.